# Baie d'Atuona
La baie d’Atuona ou baie Tahauku ((mrq) Vevau) est une petite baie engoncée dans la grande baie des Traîtres ((mrq) Taʻa ʻOa), autour de laquelle s’enroule l’île d’Hiva ʻOa, dans l’archipel des Marquises.
Au fond de la baie s’abrite le village d’Atuona, chef-lieu de l’île et du groupe Sud des îles Marquises.
La baie d’Atuona est séparée du port de Taha Uku par une pointe appelée Feki, délimitant l’est de la baie, et de l’ouest de Taʻa ʻOa par un îlot rocher nommé Hanakee.